# Akeley (Minnesota)
Akeley is een plaats (city) in de Amerikaanse staat Minnesota, en valt bestuurlijk gezien onder Hubbard County.

## Demografie
Bij de volkstelling in 2000 werd het aantal inwoners vastgesteld op 412.

## Geografie
Volgens het United States Census Bureau beslaat de plaats een oppervlakte van
3,9 km², waarvan 3,8 km² land en 0,1 km² water.